# Чернавин, Владимир Николаевич
Влади́мир Никола́евич Черна́вин (22 апреля 1928, Николаев, УССР, СССР — 18 марта 2023, Москва, Россия) — советский военачальник, главнокомандующий военно-морским флотом — заместитель Министра обороны СССР (1985—1992). Герой Советского Союза (1981), адмирал флота (1983).
Член ЦК КПСС (1986—1990). Депутат Верховного Совета СССР 10-11 созывов.

## Биография
Родился 22 апреля 1928 года в городе Николаеве Украинской ССР.
С 1941 года — в эвакуации в Ульяновске.
В 1942—1944 годах обучался в Ульяновском механическом техникуме.
В 1944—1947 годах обучался в Бакинском военно-морском подготовительном училище, г. Баку.
В 1947—1951 годах обучался в Высшем военно-морском училище имени М. В. Фрунзе.
С ноября 1951 по май 1953 года — командир БЧ-2 и БЧ-3 на дизель-электрической подводной лодке «С-102»
С мая по декабрь 1953 года — помощник командира подводной лодки «С-102».
В 1953—1954 годах обучался в Высших специальных офицерских классах подводного плавания и противолодочной обороны учебного отряда подводного плавания имени С. М. Кирова.
С сентября 1954 по февраль 1956 года — старший помощник командира подводной лодки «С-155».
С февраля 1956 по март 1959 года — командир подводной лодки «С-147».
С марта 1959 по август 1962 года — командир атомной подводной лодки «К-21». В 1962 году эта подводная лодка под его командованием впервые в отечественном флоте совершила автономное плавание продолжительностью 50 суток и, пройдя подо льдами Арктики, отработала методику подлёдного плавания, всплытия в полынье.
В 1962—1965 годах обучался в Военно-морской академии.
С июля 1965 по июнь 1967 года — начальник штаба 3-й дивизии подводных лодок СФ.
В феврале-марте 1966 года участник и командир походного штаба трансокеанского перехода двух атомоходов «К-116» и «К-133» под руководством контр-адмирала А. И. Сорокина с Северного на Тихоокеанский флот, которые впервые в истории советского флота за полтора месяца прошли 25 тысяч миль в подводном положении, ни разу не всплывая на поверхность.
В 1967—1969 годах — слушатель Военной академии Генерального штаба Вооружённых Сил СССР имени К. Е. Ворошилова.
С 17 июля 1969 по 12 февраля 1972 года — командир 19-й дивизии подводных лодок СФ. На этом посту в январе—марте 1971 года в качестве руководителя похода выполнил второй в истории ВМФ СССР переход атомной подводной лодки К-408 проекта 667А «Навага» из Гаджиево через Атлантический и Тихий океаны и прибыла в бухту Крашенинникова на Камчатке.
С 12 февраля 1972 по сентябрь 1973 года — начальник штаба 3-й флотилии подводных лодок Северного флота.
С сентября 1973 по 20 сентября 1974 года — командующий 3-й флотилией подводных лодок СФ.
С 20 сентября 1974 по 1 июля 1977 года — начальник штаба Северного флота.
С 1 июля 1977 по 16 декабря 1981 года — командующий Северным флотом.
С 16 декабря 1981 по 29 ноября 1985 года начальник Главного штаба ВМФ — 1-й заместитель Главнокомандующего ВМФ.
С 29 ноября 1985 по 14 февраля 1992 года Главнокомандующий ВМФ — заместитель министра обороны СССР.
С 14 февраля по 25 августа 1992 года — командующий ВМФ ОВС СНГ.
С 25 августа 1992 по 6 февраля 1993 года — в распоряжении Министра обороны Российской Федерации.
В 1993 году уволен в отставку.
В 1993—1994 годах — директор Российского государственного морского историко-культурного центра при правительстве Российской Федерации (ныне Росвоенцентр). С 1995 по 2020 год являлся главным специалистом ВМФ.
С 2008 по 2023 год — генеральный инспектор Службы генеральных инспекторов Министерства обороны Российской Федерации, с 2011 по 2023 год — ведущий аналитик Управления генеральных инспекторов Министерства обороны Российской Федерации. С 1992 по 2014 год — президент, с 2014 года — почётный президент РОО «Союз моряков-подводников ВМФ России».
Скончался в ночь на 18 марта 2023 года на 95-м году жизни после продолжительной болезни. Похоронен с воинскими почестями 21 марта 2023 года на Федеральном военном мемориале «Пантеон защитников Отечества».

## Общественная и государственная деятельность
Член КПСС (1949—1991). В 1981—1986 годах — кандидат в члены ЦК КПСС. В 1986—1990 годах — член ЦК КПСС. Депутат Верховного Совета СССР 10-11 созывов.

## Высшие воинские звания
- контр-адмирал (6.11.1970)
- вице-адмирал (25.04.1975)
- адмирал (14.02.1978)
- Адмирал флота (4.11.1983)[10]

## Награды
- Герой Советского Союза (18 февраля 1981 года, медаль № 11451) — за большой вклад в повышение боевой готовности сил флота и умелое руководство ими в сложных условиях Мирового океана, личное мужество, проявленное в сложных и ответственных океанских походах;
- Орден Александра Невского (2013 год)[8];
- Орден Мужества (1997 год);
- Орден «За морские заслуги» (2008 год);
- Два ордена Ленина (1971 год, 1981 год);
- Орден Октябрьской Революции (1976 год);
- Орден Красного Знамени (1966 год);
- Орден Красной Звезды (21 апреля 1988 года);
- Медали РФ и СССР;
- Орден «Во славу флота российского» 1-й степени (общественная награда учреждённая Комиссией Совета Федерации РФ по национальной морской политике)[11];
- Почётный гражданин города Полярный Мурманской области;
- Почётный гражданин города Николаева (Украина).

Иностранные награды
- Орден Народной Республики Болгария 1-й степени (НРБ, 1985 год);
- Орден Шарнхорста (ГДР)
- Медаль «За укрепление дружбы по оружию» 1-й степени (ЧССР)